# 28 يناير
- السبت
- الأحد
- الاثنين
- الثلاثاء
- الأربعاء
- الخميس
- الجمعة

- 2827 جمادى الآخرة 1446  هـ
- 2928 جمادى الآخرة 1446  هـ
- 3029 جمادى الآخرة 1446  هـ
- 3130 جمادى الآخرة 1446  هـ
- 11 رجب 1446  هـ
- 22 رجب 1446  هـ
- 33 رجب 1446  هـ
- 44 رجب 1446  هـ
- 55 رجب 1446  هـ
- 66 رجب 1446  هـ
- 77 رجب 1446  هـ
- 88 رجب 1446  هـ
- 99 رجب 1446  هـ
- 1010 رجب 1446  هـ
- 1111 رجب 1446  هـ
- 1212 رجب 1446  هـ
- 1313 رجب 1446  هـ
- 1414 رجب 1446  هـ
- 1515 رجب 1446  هـ
- 1616 رجب 1446  هـ
- 1717 رجب 1446  هـ
- 1818 رجب 1446  هـ
- 1919 رجب 1446  هـ
- 2020 رجب 1446  هـ
- 2121 رجب 1446  هـ
- 2222 رجب 1446  هـ
- 2323 رجب 1446  هـ
- 2424 رجب 1446  هـ
- 2525 رجب 1446  هـ
- 2626 رجب 1446  هـ
- 2727 رجب 1446  هـ
- 2828 رجب 1446  هـ
- 2929 رجب 1446  هـ
- 3030 رجب 1446  هـ
- 311 شعبان 1446  هـ

28 يناير أو 28 كانون الثاني أو يوم 28\1 (اليوم الثامن والعشرون من الشهر الأوَّل) هو اليوم الثامن والعشرون (28) من السنة وفقًا للتقويم الميلادي الغربي (الغريغوري). يبقى بعده 337 يومًا لانتهاء السنة، أو 338 يومًا في السنوات الكبيسة.

## أحداث
- 1479 - توقيع معاهدة بين الدولة العثمانية وجمهورية البندقية القوة التجارية الكبرى في أوروبا، وكانت تلك المعاهدة أول خطوة خطتها الدولة العثمانية للعب دور سياسي في أوروبا.
- 1788 - بريطانيا تنشئ أول مستعمرة مجرمين في «بوتاني باي» بأستراليا.
- 1846 - انتصار القوات البريطانية على السيخ في «معركة أليوال» بالهند.
- 1871 - انتهاء الحرب الفرنسية البروسية باستسلام فرنسا.
- 1887 - بداية بناء برج إيفل.
- 1909 - جلاء القوات الأمريكية عن كوبا التي احتلتها خلال الحرب الأمريكية الإسبانية عام 1898.
- 1917 - الولايات المتحدة تنهي البحث عن الثائر المكسيكي بانشو فيا.
- 1918 - تأسيس الجيش الأحمر الذي ضم في صفوفه جنود من الجيش الروسي القيصري السابق، وكان هدف تأسيسه هو حماية الحدود من الغزو الخارجي وحماية الثورة.
- 1920 - أسس خوسي ميلان أستراي الفيلق الإسباني.
- 1924 - سعد زغلول يؤلف أول وزارة شعبية في مصر.
- 1928 - وقوع معركة الرقعي بين القوات الكويتية بقيادة الشيخ علي الخليفة العبد الله الصباح وجماعة من الإخوان بقيادة علي بن عشوان.
- 1932 - اليابان تحتل مدينة شانغهاي كبرى مدن الصين وذلك قُبيْل الحرب العالمية الثانية.
- 1957 - بداية إضراب شامل في الجزائر سمي بإضراب الثمانية أيام لدعم ثورة التحرير الجزائرية.
- 1973 - بدأ سريان وقف إطلاق النار في فيتنام في الساعة الثامنة صباحًا بتوقيت سايغون.
- 1976 - القاضية الإسرائيلية «روث أود» تسمح لليهود في الصلاة داخل المسجد الأقصى.
- 1986 - مكوك الفضاء تشالنجر ينفجر في الجو بعد انطلاقه بثلاثة وسبعون ثانية، تسبب الانفجار في مصرع رواد الفضاء السبعة الذين كانوا على متنه.
- 1999 - شركة فورد للسيارات تعلن شراءها شركة فولفو السويدية بمبلغ 6.45 مليار دولار أمريكي.
- 2006 - زلزال في جنوب سومطرة بأندونيسيا قدر بقوة مقدارها 5.0 على مقياس ريختر.
- 2011 - اندلاع مظاهرات حاشدة في مصر بعد صلاة الجمعة سميت جمعة الغضب، وذلك في اليوم الرابع من بدء المظاهرات المطالبة برحيل الرئيس محمد حسني مبارك.
- 2018 - اندلاع اشتباكات عنيفة بين قوات «المجلس الانتقالي الجنوبي» و«حكومة الرئيس عبد ربه منصور هادي» في عدن.
- 2020 -
  - أمير قطر الشيخ تميم بن حمد يقبل استقالة رئيس الوزراء عبد الله بن ناصر، ويُعين خالد بن خليفة خلفًا له ووزيرًا للداخلية.
  - الرئيس الأمريكي دونالد ترامب يُعلن في مؤتمرٍ صحفيٍّ مُشتركٍ مع رئيس الوزراء الإسرائيلي بنيامين نتنياهو، إطلاق صفقة القرن، وسط استنكاراتٍ عربيَّة وإسلاميَّة ودوليَّة.

## مواليد
- 1457 - هنري السابع، ملك إنجليزي.
- 1717 - مصطفى الثالث، سلطان عثماني.
- 1774 - شارل ماري دو لا كوندامين جغرافي ورياضي فرنسي.
- 1784 - جورج هاملتون غوردون، رئيس وزراء المملكة المتحدة.
- 1822 - ألكسندر ماكينزي، رئيس وزراء كندي.
- 1831 - حيدر الحلي، شاعر عراقي.
- 1853 - خوسيه مارتي، ثوري كوبي.
- 1865 - د.كآرلو يوهو ستولبيرغ، رئيس فنلندا الأول.
- 1912 - جاكسون بولوك، رسام أمريكي.
- 1922 - روبرت هولي، عالم كيمياء حيوية أمريكي حاصل على جائزة نوبل في الطب عام 1968.
- 1930 - عبد الله غيث، ممثل مصري.
- 1937 - نبيهة لطفي، مخرجة وممثلة لبنانية.
- 1938 - نبيه بري، رئيس مجلس النواب اللبناني.
- 1940 - كارلوس سليم، رجل أعمال مكسيكي من أصل لبناني.
- 1945 - مارت كيلر، ممثلة سويسرية.
- 1948
  - هاينس فلوه، لاعب كرة قدم ألماني.
  - سامية خضر صالح، كاتبة وأكاديمية مصرية.
  - هيام يونس، مغنية لبنانية.
- 1950 - حمد بن عيسى بن سلمان آل خليفة، ملك البحرين.
- 1954 - برونو ميتسو، لاعب ومدرب كرة قدم فرنسي.
- 1955 - نيكولا ساركوزي، رئيس فرنسي.
- 1962 - قمر عمرايا، إعلامية وممثلة سورية.
- 1966 - سيجي ميزشيما، مخرج أنمي ياباني.
- 1975 - هيروشي كاميا، ممثل أداء صوتي ياباني.
- 1978 -
  - جانلويجي بوفون، حارس مرمى كرة قدم إيطالي.
  - جيمي كاراغر، لاعب كرة قدم إنجليزي.
  - بابا بوبا ديوب، لاعب كرة قدم سنغالي.
- 1981 - إليجاه وود، ممثل أمريكي.
- 1984 -
  - مانويل جاتو، لاعب كرة قدم إسباني.
  - منى حسين، ممثلة مصرية تعمل في الكويت.
- 1985 - أرنولد مفويمبا، لاعب كرة قدم فرنسي.
- 1988 - سحر خليل، ممثلة ومخرجة لبنانية.

## الوفيات
- 814 - شارلمان، ملك الفرنجة.
- 992 - جوهر الصقلي، أحد كبار قادة الدولة الفاطمية.
- 1224 - ابن عبد السميع، عالم مسلم عراقي وأديب عربي.
- 1547 - هنري الثامن، ملك إنجليزي
- 1725 - بطرس الأكبر، إمبراطور روسي.
- 1859 - فريديريك روبنسون، رئيس وزراء بريطاني.
- 1874 - ابراهيم الفتة، عالم مسلم حجازي عثماني.
- 1894 - ناصر الدين عبد الملك، سياسي لبناني.
- 1907 - علي الترك، شاعر وخطيب عثماني عراقي.
- 1939 - ويليام بتلر ييتس، شاعر أيرلندي حاصل على جائزة نوبل في الأدب عام 1923.
- 1954 - محمد علي قسام، خطيب ديني وشاعر عراقي.
- 1957 - عبد الله الأحمد الصباح، رئيس دائرة الأمن العام في الكويت.
- 1977 - موسى بحر العلوم، فقيه جعفري عراقي.
- 1983 - إدوارد لاوري نورتون عالم ومهندس وصاحب مبرهنة نورتون.
- 1984 - عماد حمدي، ممثل مصري.
- 1992 - كونو ريبر، شاعر وكاتب روائي سويسري.
- 1996 - يوسف برودسكي، شاعر روسي حاصل على جائزة نوبل في الأدب عام 1987.
- 1999 - رويشد، ممثل وكوميدي جزائري.
- 2012 - إبراهيم بن عبد المحسن آل عبد القادر، قانوني وكاتب وشاعر سعودي.
- 2018 - حصة بنت محمد آل نهيان، زوجة الشيخ زايد بن سلطان آل نهيان، ووالدة الشيخ خليفة بن زايد آل نهيان.
- 2025 - محمد بن فهد بن عبد العزيز آل سعود، أمير سعودي.

## أعياد ومناسبات
- اليوم العالمي للجذام.
- اليوم الوطني للتاجر في الجزائر.

## وصلات خارجية
- وكالة الأنباء القطريَّة: حدث في مثل هذا اليوم.
- النيويورك تايمز: حدث في مثل هذا اليوم.
- BBC: حدث في مثل هذا اليوم.